# Evnne
Evnne (kor. 이븐) – południowokoreański boysband, który został utworzony w 2023 roku przez Jellyfish Entertainment. Grupa składa się z siedmiu członków: Keita, Park Han-bin, Lee Jeong-hyeon, Ji Yun-seo, Yoo Seung-eon, Mun Jung-hyun i Park Ji-hoo. Zespół zadebiutował 19 września 2023 roku wydając minialbum Target: Me.

## Historia

### Przed debiutem
W 2023 roku Mnet wyemitowało program reality show o nazwie Boys Planet, w którym 98 uczestników z różnych środowisk rywalizowało o miejsce w boysbandzie pod szyldem WakeOne. Na zakończenie serii wybrano dziewięciu uczestników, którzy stworzyli skład zespołu Zerobaseone, który zadebiutował 10 lipca.
3 sierpnia, Jellyfish Entertainment ogłosiło, że siedmiu finalistów przegranych w programie zadebiutuje pod agencją w drugiej połowie 2023 roku jako zespołu BLIT. Decyzja ta wynikała z „starannych rozmów” między firmami reprezentującymi uczestników - WakeOne, Yuehua Entertainment i Rain Company. Agencja wyjaśniła, że nazwa grupy jest akronimem od „Boldly Leaping into Tomorrow” (Odważnie Skaczący w Jutro), dodając, że zespół obiecuje „łamać granice jako artyści”. W odpowiedzi na obawy dotyczące potencjalnych nieporozumień związanych z nazwą grupy, Jellyfish Entertainment zmieniło nazwę zespołu na Evnne po konsultacjach z członkami. Agencja wyjaśniła, że nazwa ta została stworzona przez połączenie „niezwykłych słów”, które oznaczają „Evening's Newest Etoiles”, co symbolizuje „nową gwiazdę wschodzącą na nocnym niebie”.
Skład grupy obejmuje kilku członków z doświadczeniem w przemyśle rozrywkowym przed udziałem w programie Boys Planet.  2021 roku Keita zadebiutował jako członek zespołu Ciipher pod szyldem Rain Company, podczas gdy Park Han-bin brał udział w programie Loud na antenie SBS TV, zanim dołączył do WakeOne jako stażysta.

### Od 2023: Debiut zTarget: Me
16 sierpnia 2023 roku ogłoszono, że Evnne zadebiutuje oficjalnie 19 września z minialbumem Target: Me i jego głównym singlem „Trouble”.

## Członkowie
| Pseudonim       | Pseudonim | Prawdziwe imię                  | Kraj             | Data urodzenia       |
| Latynizacja     | Hangul    | Prawdziwe imię                  | Kraj             | Data urodzenia       |
| --------------- | --------- | ------------------------------- | ---------------- | -------------------- |
| Keita           | 케이타    | Terazono Keita (jap. 寺園 佳汰) | Japonia          | 4 lipca 2001         |
| Park Han–bin    | 박한빈    | Park Han–bin (kor. 박한빈)      | Korea Południowa | 1 marca 2002         |
| Lee Jeong-hyeon | 이정현    | Lee Jeong-hyeon (kor. 이정현)   | Korea Południowa | 11 września 2002     |
| Yoo Seung-eon   | 유승언    | Yoo Seung-eon (kor. 유승언)     | Korea Południowa | 2 stycznia 2004      |
| Ji Yun-seo      | 지윤서    | Ji Yun-seo (kor. 지윤서)        | Korea Południowa | 15 października 2004 |
| Mun Jung-hyun   | 문정현    | Mun Jung-hyun (kor. 문정현)     | Korea Południowa | 31 marca 2005        |
| Park Ji-hoo     | 박지후    | Park Ji-hoo (kor. 박지후)       | Korea Południowa | 14 lipca 2006        |

## Dyskografia

### Minialbumy
| Rok  | Dane dot. albumu | Najwyższa pozycja | Najwyższa pozycja | Najwyższa pozycja | Sprzedaż                       |
| Rok  | Dane dot. albumu | KOR (Circle)      | JPN (Oricon)      | JPN Hot           | Sprzedaż                       |
| ---- | --- | ----------------- | ----------------- | ----------------- | ------------------------------ |
| 2023 | Target: Me - Wydany: 19 września 2023 - Wytwórnia: Jellyfish Entertainment - Format: CD, digital download, streaming | 1                 | 6                 | 54                | - KOR: 264 193+ - JPN: 30 748+ |
| 2024 | Un: Seen - Wydany: 22 stycznia 2024 - Wytwórnia: Jellyfish Entertainment - Format: CD, digital download, streaming   | 2                 | 7                 | 85                | - KOR: 190 934+ - JPN: 24 263+ |
| 2024 | Ride or Die - Wydany: 17 czerwca 2024 - Wytwórnia: Jellyfish Entertainment - Format: CD, digital download, streaming | 7                 | 10                | 99                | - KOR: 201 772+ - JPN: 4391+   |

### Single
| Rok                                                       | Tytuł         | Najwyższa pozycja | Najwyższa pozycja | Album       |
| Rok                                                       | Tytuł         | KOR               | KOR               | Album       |
| Rok                                                       | Tytuł         | Circle            | Songs             | Album       |
| --------------------------------------------------------- | ------------- | ----------------- | ----------------- | ----------- |
| 2023                                                      | „Trouble"     | –                 | –                 | Target: Me  |
| 2024                                                      | „Ugly"        | –                 | –                 | Un: Seen    |
| 2024                                                      | „Badder Love" | –                 | –                 | Ride or Die |
| „–” oznacza, że singiel nie był notowany na danej liście. |               |                   |                   |             |